# Джастіс (Оклахома)
Джастіс (англ. Justice) — переписна місцевість (CDP) в США, в окрузі Роджерс штату Оклахома. Населення — 1424 особи (2020).

## Географія
Джастіс розташований за координатами 36°17′27″ пн. ш. 95°33′49″ зх. д. / 36.29083° пн. ш. 95.56361° зх. д. (36.290802, -95.563561).  За даними Бюро перепису населення США в 2010 році переписна місцевість мала площу 22,98 км², уся площа — суходіл.

## Демографія
Згідно з переписом 2010 року, у переписній місцевості мешкали 1324 особи в 475 домогосподарствах у складі 388 родин. Густота населення становила 58 осіб/км².  Було 507 помешкань (22/км²).
Расовий склад населення:
| - 76,2 % — білих - 11,7 % — корінних американців - 0,8 % — чорних або афроамериканців - 0,4 % — азіатів |

До двох чи більше рас належало 10,8 %. Частка іспаномовних становила 1,1 % від усіх жителів.
За віковим діапазоном населення розподілялося таким чином: 23,7 % — особи молодші 18 років, 60,4 % — особи у віці 18—64 років, 15,9 % — особи у віці 65 років та старші. Медіана віку мешканця становила 45,1 року. На 100 осіб жіночої статі у переписній місцевості припадало 98,8 чоловіків;  на 100 жінок у віці від 18 років та старших — 102,8 чоловіків також старших 18 років.
Середній дохід на одне домашнє господарство  становив 88 609 доларів США (медіана — 70 714), а середній дохід на одну сім'ю — 95 975 доларів (медіана — 74 934). Медіана доходів становила 52 188 доларів для чоловіків та 37 386 доларів для жінок. За межею бідності перебувало 4,6 % осіб, у тому числі 11,3 % дітей у віці до 18 років та 3,6 % осіб у віці 65 років та старших.
Цивільне працевлаштоване населення становило 602 особи. Основні галузі зайнятості: освіта, охорона здоров'я та соціальна допомога — 19,8 %, виробництво — 17,9 %, науковці, спеціалісти, менеджери — 12,6 %, будівництво — 12,1 %.